# 434

## Събития
- Братята Бледа и Атила наследяват хунския владетел Руа
- Хуните обсаждат Константинопол